# Prionosoma serratum
Prionosoma serratum är en plattmaskart. Prionosoma serratum ingår i släktet Prionosoma och familjen Echinostomatidae. Inga underarter finns listade i Catalogue of Life.